# Madison Mailey
Madison Mailey (Vancouver, 22 de outubro de 1996) é uma remadora canadense, campeã olímpica.

## Carreira
Mailey conquistou a medalha de ouro nos Jogos Olímpicos de Verão de 2020 em Tóquio com a equipe do Canadá no oito com feminino, ao lado de Susanne Grainger, Kasia Gruchalla-Wesierski, Sydney Payne, Andrea Proske, Lisa Roman, Christine Roper, Avalon Wasteneys e Kristen Kit, com o tempo de 5:59.13.